# هولروید، نیو ساوت ولز
هولروید (به انگلیسی: Holroyd) یک حومه شهر در استرالیا است که در نیو ساوت ولز واقع شده‌است.